# Ouled Si Tayeb
 (septembre 2024).
La mise en forme du texte ne suit pas les recommandations de Wikipédia : il faut le « wikifier ».
Les points d'amélioration suivants sont les cas les plus fréquents :
- Les titres sont pré-formatés par le logiciel. Ils ne sont ni en capitales, ni en gras.
- Le texte ne doit pas être écrit en capitales (les noms de famille non plus), ni en gras, ni en italique, ni en « petit »…
- Le gras n'est utilisé que pour surligner le titre de l'article dans l'introduction, une seule fois.
- L'italique est rarement utilisé : mots en langue étrangère, titres d'œuvres, noms de bateaux, etc.
- Les citations ne sont pas en italique mais en corps de texte normal. Elles sont entourées par des guillemets français : « et ».
- Les listes à puces sont à éviter, des paragraphes rédigés étant largement préférés. Les tableaux sont à réserver à la présentation de données structurées (résultats, etc.).
- Les appels de note de bas de page (petits chiffres en exposant, introduits par l'outil «  Source ») sont à placer entre la fin de phrase et le point final[comme ça].
- Les liens internes (vers d'autres articles de Wikipédia) sont à choisir avec parcimonie. Créez des liens vers des articles approfondissant le sujet. Les termes génériques sans rapport avec le sujet sont à éviter, ainsi que les répétitions de liens vers un même terme.
- Les liens externes sont à placer uniquement dans une section « Liens externes », à la fin de l'article. Ces liens sont à choisir avec parcimonie suivant les règles définies. Si un lien sert de source à l'article, son insertion dans le texte est à faire par les notes de bas de page.
- La présentation des références doit suivre les conventions bibliographiques. Il est recommandé d'utiliser les modèles {{Ouvrage}}, {{Chapitre}}, {{Article}}, {{Lien web}} et/ou {{Bibliographie}}. Le mode d'édition visuel peut mettre en forme automatiquement les références.
- Insérer une infobox (cadre d'informations à droite) n'est pas obligatoire pour parachever la mise en page.

Pour une aide détaillée, merci de consulter Aide:Wikification.
Si vous pensez que ces points ont été résolus, vous pouvez retirer ce bandeau et améliorer la mise en forme d'un autre article.
Ouled Si Tayeb ou Ayth Tayeb (en arabe : أولاد سي الطيب) est une tribu berbère située dans la région de Khenchela, en Algérie.
Elle est principalement concentrée dans les localités de Hammam El Knif, Baghaï, Khirane, Tamza et R'mila. Composée d'une trentaine de familles, cette tribu est également fortement représentée à Khenchela.

## Histoire et Origines
Les Ouled Si Tayeb font partie de la noblesse religieuse de la confédération des Amamra. Selon la tradition, ils descendent de Sidi Tayeb, un marabout venu de Seguia el-Hamra, au Sud du Maroc.
Après son pélerinage à La Mecque aux côtés de Sidi Zrara et Sidi Moussa Belkassem, il s'installa au pied des Aurès.
Ces marabouts, réputés pour leur savoir, ont joué un rôle crucial en tant que médiateurs pendant les conflits, permettant ainsi à leur communauté d'acquérir des terres et du pouvoir.

## Sidi Tayeb
L'ancêtre de la tribu, Sidi Tayeb, est un saint homme (marabout). Elève de Sidi Moussa Belkassem, Sidi Tayeb était réputé pour son savoir et sa dévotion à l'éducation de ses élèves. Selon la transmission, il effectuait un voyage surnaturel chaque vendredi pour rejoindre son frère resté au Maroc, afin de prié sur la tombe de leur père.
Il eut une descendance moins nombreuse que ses compagnons, et est sûrement mort lors de l'un de ses voyages.